# جهول‌دندان
جهول‌دندان (نام علمی: Jeholodens) نام یک سرده از تیره جهول‌دندانان است.